# Bisdom El Tigre
Het bisdom El Tigre (Latijn: Dioecesis Tigrensis) is een rooms-katholiek bisdom met als zetel El Tigre, in Venezuela. Het bisdom is suffragaan aan het aartsbisdom Cumaná. 

## Geschiedenis
Het bisdom werd opgericht op 31 mei 2018, uit delen van het bisdom Barcelona. 

## Parochies
Het bisdom had in 2021 een oppervlakte van 22.972 km2 en telde 416.440 inwoners waarvan 84,8% rooms-katholiek was.

## Bisschoppen
- José Manuel Romero Barrios (31 May 2018 - heden)

Cumaná (aartsbisdom) · Barcelona · Carúpano · El Tigre · Margarita